# Alajärvi
Alajärvi [ˈɑlɑjærvi] ist eine Stadt im Westen Finnlands mit 9183 Einwohnern (Stand 31. Dezember 2022).

## Geographie
Alajärvi liegt im Osten der Landschaft Südösterbotten am Ufer des gleichnamigen Sees. Nachbargemeinden sind Soini im Südosten, Ähtäri und Alavus im Süden, Kuortane im Südwesten, Lapua im Westen, Lappajärvi und Vimpeli im Norden, Perho im Nordosten sowie Kyyjärvi im Osten. Neben dem gleichnamigen Hauptort umfasst das administrative Stadtgebiet von Alajärvi ein Gebiet von insgesamt 1.056,8 Quadratkilometern.

## Geschichte
Alajärvi wurde 1751 zu einer Kapellengemeinde des Kirchspiels Lappajärvi. Die politische Gemeinde Alajärvi entstand 1868 im Zuge der Trennung der Verwaltung der Landgemeinden von der Kirchenverwaltung. Seit 1986 besitzt sie das Stadtrecht. Zum Jahresbeginn 2009 wurde die Nachbargemeinde Lehtimäki in Alajärvi eingemeindet.

## Sehenswürdigkeiten

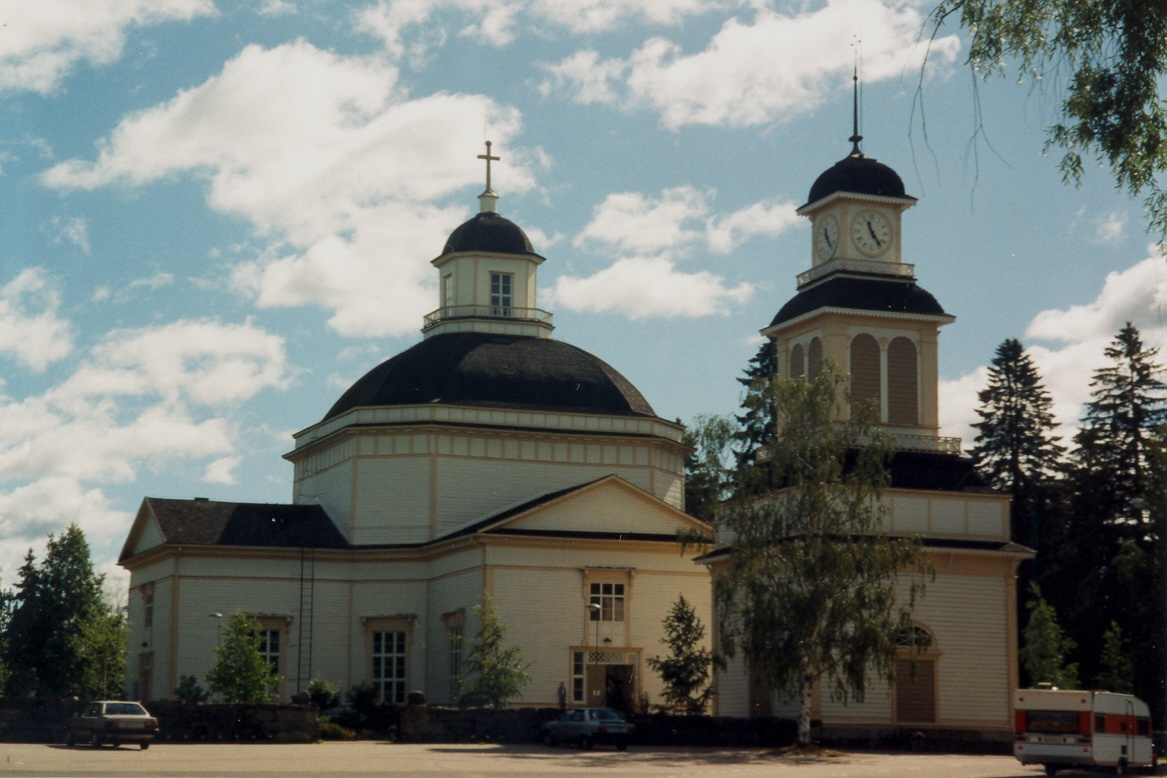
Die Kirche von Alajärvi

Sehenswert ist die rund 1000 Personen fassende Gabrielskirche, erbaut 1836 nach Plänen des Architekten Carl Ludwig Engel. Der Glockenturm ist zu Teilen noch ein Überrest des 1749 von Antti Hakola erbauten hölzernen Vorgängerbaus. Das Altarbild zeigt das Gebet Jesu im Garten Getsemani. Im Ort Lehtijärvi befindet sich zudem eine Holzkirche aus dem Jahr 1800.
Der Architekt Alvar Aalto verbrachte einen Gutteil seiner Kindheit und Jugend in Alajärvi und kehrte auch später häufig zur Erholung hierher zurück. Mehrere Bauten in der Gemeinde wurden nach seinen Entwürfen gebaut, darunter sein „Erstlingsbau“, das 1919–20 gebaute Jugendzentrum, weiterhin ein Kriegsgefallenendenkmal (1946), das Rathaus (1966), die Bücherei (1966), das Krankenhaus (1967), die Kreisverwaltung (1969) und nicht zuletzt Aaltos Mökki, die „Villa Flora“. Im Rathaus werden zudem in einer Dauerausstellung Designobjekte Aaltos und seiner Frau Aino gezeigt.
Weiterhin befindet sich in Alajärvi das 1964 erbaute Nelimarkka-Museum. Es ist zum einen dem Werk des Künstlers Eero Nelimarkka gewidmet, fungiert zum anderen aber auch als Heimat- und Kulturmuseum der Landschaft Südösterbotten.

## Wappen
Beschreibung des Wappens: Im  blauen Schild ist ein silberner Schildfuß mit dem Wellenschnitt abgeteilt.

## Söhne und Töchter
- Eino Kaila (1890–1958), Philosoph, Psychologe, Kritiker und Lehrer
- Reijo Vähälä (1946–2024), Hochspringer
- Mikko Paavola (* 1998), Stabhochspringer